# Мао Чжунъу
Мао Чжунъу (кит. 毛忠武; род. 7 августа 1986 года) — китайский спортсмен-паралимпиец, соревнующийся в лыжных гонках. Чемпион и дважды серебряный призёр зимних Паралимпийских игр 2022 года в Пекине.

## Биография
На зимних Паралимпийских играх 2022 в Пекине 6 марта Мао Чжунъу с результатом 43:23.8 завоевал серебряную медаль в лыжных гонках на дистанции 18 км среди спортсменов, соревнующихся сидя, уступив соотечественнику Чжэн Пэну. 9 марта занял второе место в спринте, вновь уступив Чжэн Пэну (+2,5 секунды) в финале. 12 марта завоевал золото на дистанции 10 км свободным стилем.